# Liste des espèces du genre Carex
Pour les articles homonymes, voir Carex (homonymie).

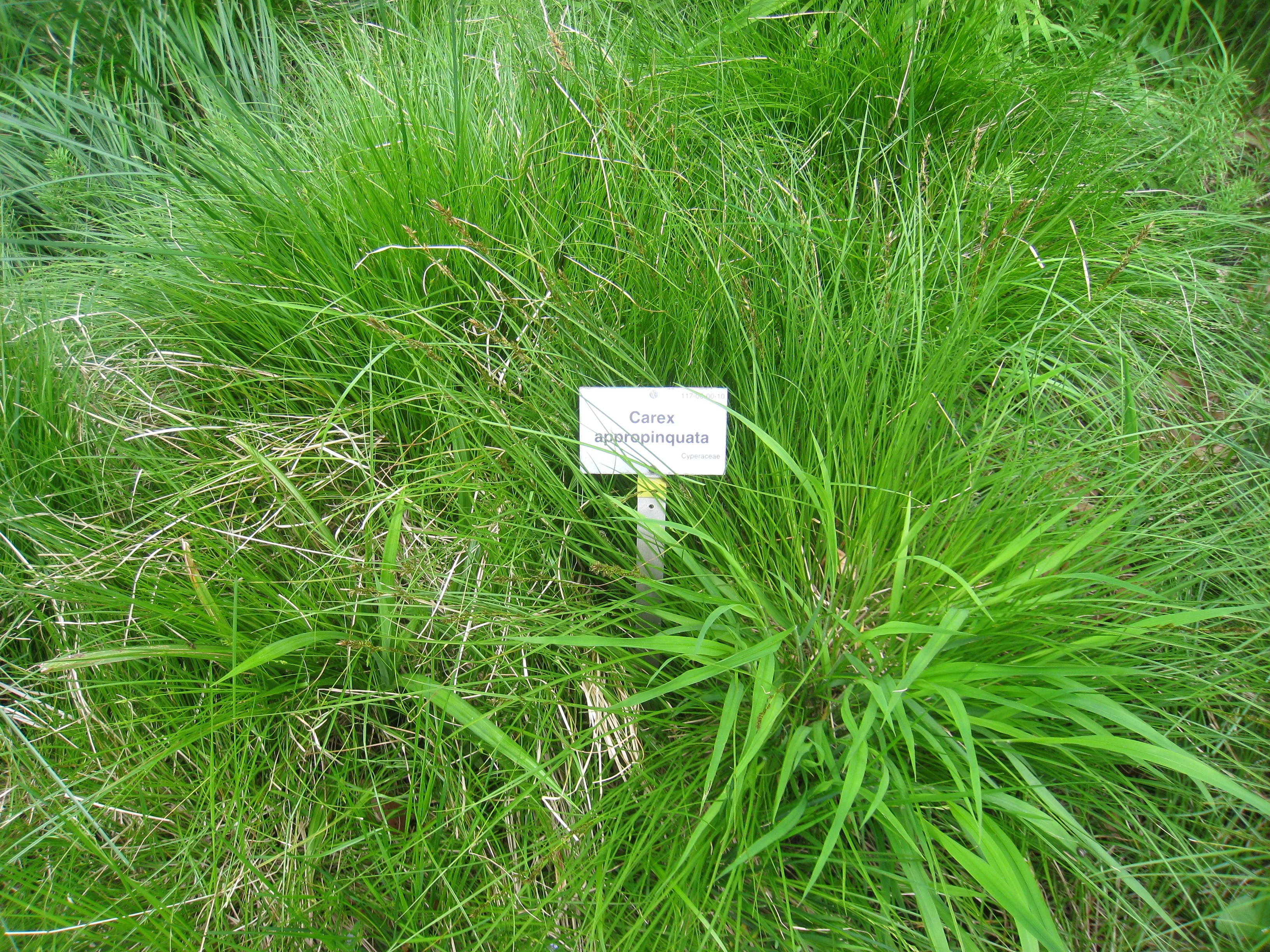
Carex appropinquata

Le genre Carex, de la famille des Cyperaceae, a la particularité de contenir un nombre d'espèces extrêmement élevé. En effet, on dénombre actuellement près de 1 970 espèces considérées comme valides. À ce nombre, s'ajoutent de nombreuses espèces maintenant classées comme synonymes.
Enfin, maintes sous-espèces et variétés ont été décrites et sont toujours reconnues.
- Haut – A
- B
- C
- D
- E
- F
- G
- H
- I
- J
- K
- L
- M
- N
- O
- P
- Q
- R
- S
- T
- U
- V
- W
- X
- Y
- Z

## A
- Carex ×abitibiana Lepage
- Carex aboriginum M.E.Jones
- Carex ×abortiva E.Holmb.
- Carex abrupta Mack.
- Carex abscondita Mack.
- Carex acaulis d'Urv.
- Carex accrescens Ohwi
- Carex acicularis Boott
- Carex acidicola Naczi
- Carex acocksii C.Archer
- Carex acuta L.
- Carex acutata Boott
- Carex acutiformis Ehrh.
- Carex adelostoma V.I.Krecz.
- Carex adrienii E.G.Camus
- Carex adusta Boott
- Carex aematorrhyncha Desv.
- Carex aequialta Kük.
- Carex aequivoca V.I.Krecz.
- Carex ×aestivaliformis Mack.
- Carex aestivalis M.A.Curtis ex A.Gray
- Carex aethiopica Schkuhr
- Carex agglomerata C.B.Clarke
- Carex aggregata Mack.
- Carex ×akitaensis Fujiw.
- Carex ×akiyamana Ohwi
- Carex alajica Litv.
- Carex alata Torr.
- Carex alba Scop.
- Carex albata Boott ex Franch.
- Carex ×albertii H.Lév.
- Carex albicans Willd. ex Spreng.
- Carex albida L.H.Bailey
- Carex albidibasis T.Koyama
- Carex albolutescens Schwein.
- Carex albonigra Mack.
- Carex albowii Leskov
- Carex albula Allan
- Carex albursina E.Sheld.
- Carex allanii Hamlin
- Carex alligata Boott
- Carex alliiformis C.B.Clarke
- Carex allivescens V.I.Krecz.
- Carex ×allolepis Rchb.f.
- Carex alma L.H.Bailey
- Carex ×almii E.Holmb.
- Carex alopecoidea Tuck.
- Carex alopecuroides D.Don ex Tilloch & Taylor
- Carex ×alsatica Zahn
- Carex alsophila F.Muell.
- Carex amgunensis F.Schmidt
- Carex amicta Boott
- Carex amphibola Steud.
- Carex amplectens Mack.
- Carex amplifolia Boott
- Carex andersonii Boott
- Carex andicola G.A.Wheeler
- Carex andina Phil.
- Carex andringitrensis Cherm.
- Carex angolensis Nelmes
- Carex angustata Boott
- Carex angustifructus (Kük.) Nelmes
- Carex angustispica Reznicek & S.González
- Carex angustisquama Franch.
- Carex angustiutricula F.T.Wang & Tang ex L.K.Dai
- Carex ×aniaiensis Fujiw. & Y.Matsuda
- Carex anisoneura V.I.Krecz.
- Carex anisostachys Liebm.
- Carex annectens (E.P.Bicknell) E.P.Bicknell - Carex à gaine tronquée
- Carex anningensis F.T.Wang & Tang ex P.C.Li
- Carex anomoea Hand.-Mazz.
- Carex anthoxanthea C.Presl
- Carex ×anticostensis (Fernald) Lepage
- Carex antoniensis A.Chev.
- Carex aperta Boott
- Carex aphanolepis Franch. & Sav.
- Carex aphylla Kunth
- Carex aphyllopus Kük.
- Carex apiahyensis Palla
- Carex apoiensis Akiyama
- Carex appalachica J.M.Webber & P.W.Ball - Carex des Appalaches
- Carex appressa R.Br.
- Carex appropinquata Schumach.
- Carex aquatilis Wahlenb.
- Carex aquilonalis Akiyama
- Carex ×arakanei T.Koyama
- Carex arapahoensis Clokey
- Carex archeri Boott
- Carex arcta Boott
- Carex arctata Boott
- Carex arctiformis Mack.
- Carex arenaria L. - Laîche des sables
- Carex arenicola F.Schmidt
- Carex argentina Barros
- Carex argunensis Turcz. ex Ledeb.
- Carex argyi H.Lév. & Vaniot
- Carex argyrantha Tuck. ex Boott - Carex argenté
- Carex aridula V.I.Krecz.
- Carex arisanensis Hayata
- Carex aristatisquamata Tang & F.T.Wang ex L.K.Dai
- Carex aristulifera P.C.Li
- Carex arkansana (L.H.Bailey) L.H.Bailey
- Carex arnellii Christ
- Carex arnottiana Nees ex Drejer
- Carex arsenei Kük.
- Carex ×arthuriana Beckm. & Figert
- Carex ×aschersonii H.Lév.
- Carex asperifructus Kük.
- Carex asraoi D.M.Verma
- Carex assiniboinensis Boott
- Carex asturica Boiss.
- Carex asynchrona Naczi
- Carex atherodes Spreng. - Carex épi-de-blé
- Carex athrostachya Olney
- Carex atlantica L.H.Bailey
- Carex atlasica (H.Lindb.) Ibn Tattou
- Carex atractodes F.J.Herm.
- Carex atrata L.
- Carex atratiformis Britton
- Carex atrivaginata Nelmes
- Carex atrofusca Schkuhr
- Carex atrofuscoides K.T.Fu
- Carex atropicta Steud.
- Carex atrosquama Mack.
- Carex atroviridis Ohwi
- Carex aueri Kalela
- Carex augustini Tuyama
- Carex augustinowiczii Meinsh.
- Carex aurea Nutt.
- Carex aureolensis Steud.
- Carex austrina Mack.
- Carex austroafricana (Kük.) Raymond
- Carex austroamericana G.A.Wheeler
- Carex austrocaroliniana L.H.Bailey
- Carex austrokoreensis Ohwi
- Carex austromexicana Reznicek
- Carex austro-occidentalis F.T.Wang & Tang ex Y.C.Tang
- Carex austrosinensis Tang & F.T.Wang ex S.Yun Liang
- Carex austrozhejiangensis C.Z.Zheng & X.F.Jin
- Carex autumnalis Ohwi
- Carex aztecica Mack.
- Carex azuayae Steyerm.

## B
- Carex baccans Nees
- Carex backii Boott
- Carex baileyi Britton
- Carex baimaensis S.W.Su
- Carex baiposhanensis P.C.Li
- Carex ×bakkeriana D.T.E.Ploeg & Rudolphy
- Carex balansae Franch.
- Carex baldensis L.
- Carex balfourii Kük.
- Carex ballsii Nelmes
- Carex baltzellii Chapm.
- Carex bambusetorum Merr.
- Carex banksii Boott
- Carex baohuashanica Tang & F.T.Wang ex L.K.Dai
- Carex barbarae Dewey
- Carex barbata Boott
- Carex baronii Baker
- Carex barrattii Torr. ex Schwein.
- Carex ×barrei H.Lév.
- Carex barrosii Nelmes
- Carex basiantha Steud.
- Carex bathiei H.Lév.
- Carex bavicola Raymond
- Carex bebbii Olney ex Britton
- Carex beckii G.A.Wheeler
- Carex ×beckmanniana Figert
- Carex ×beckmannii Keck ex F.W.Schultz
- Carex bella L.H.Bailey
- Carex ×bengyana H.Lév. & L.C.Lamb.
- Carex bequaertii De Wild.
- Carex berggrenii Petrie
- Carex bermudiana Hemsl.
- Carex berteroniana Steud.
- Carex bichenoviana Boott
- Carex bicknellii Britton & A.Br.
- Carex bicolor Bellardi ex All.
- Carex biegensis Cherm.
- Carex bigelowii Torr. ex Schwein.
- Carex ×biharica Simonk.
- Carex bijiangensis S.Yun Liang & S.R.Zhang
- Carex bilateralis Hayata
- Carex biltmoreana Mack.
- Carex ×binderi Podp.
- Carex binervis Sm.
- Carex bitchuensis T.Hoshino & H.Ikeda
- Carex blakei Nelmes
- Carex blanda Dewey
- Carex blepharicarpa Franch.
- Carex blinii H.Lév. & Vaniot
- Carex bodinieri Franch.
- Carex boecheriana Á.Löve, D.Löve & Raymond
- Carex boelckeiana Barros
- Carex ×boenninghausiana Weihe
- Carex ×bogstadensis Kük.
- Carex bohemica Schreb.
- Carex bolanderi Olney
- Carex ×bolina Láng
- Carex boliviensis Van Heurck & Müll.Arg.
- Carex bonanzensis Britton
- Carex bonariensis Desf. ex Poir.
- Carex bonplandii Kunth
- Carex boottiana Hook. & Arn.
- Carex borbonica Lam.
- Carex borealihinganica Y.L.Chang & Y.L.Yang
- Carex borii Nelmes
- Carex boryana Schkuhr
- Carex bostrychostigma Maxim.
- Carex brachyanthera Ohwi
- Carex brachycalama Griseb.
- Carex brachystachys Schrank
- Carex bracteosa Kunze
- Carex bradei R.Gross
- Carex brainerdii Mack.
- Carex brasiliensis A.St.-Hil.
- Carex brassii Nelmes
- Carex breviaristata K.T.Fu
- Carex brevicollis DC.
- Carex breviculmis R.Br.
- Carex brevicuspis C.B.Clarke
- Carex brevior (Dewey) Mack. ex Lunell
- Carex breviscapa C.B.Clarke
- Carex breweri Boott
- Carex brizoides L.
- Carex bromoides Willd.
- Carex brongniartii Kunth
- Carex brownii Tuck.
- Carex brunnea Thunb.
- Carex brunnescens (Pers.) Poir.
- Carex brunnipes Reznicek
- Carex brysonii Naczi
- Carex buchananii Berggr.
- Carex bucharica Kük.
- Carex buekii Wimm.
- Carex bulbostylis Mack.
- Carex bullata Willd.
- Carex burchelliana Boeckeler
- Carex burttii Noltie
- Carex bushii Mack.
- Carex buxbaumii Wahlenb.

## C
- Carex caduca Boott
- Carex caeligena Reznicek
- Carex ×caesariensis Mack.
- Carex caespititia Nees
- Carex calcicola Tang & F.T.Wang
- Carex calcifugens Naczi
- Carex calcis K.A.Ford
- Carex californica L.H.Bailey
- Carex callista Nelmes
- Carex callitrichos V.I.Krecz.
- Carex cambodiensis Nelmes
- Carex camposii Boiss. & Reut.
- Carex campylorhina V.I.Krecz.
- Carex canaliculata P.C.Li
- Carex canariensis Kük.
- Carex ×candriana Kneuck.
- Carex canescens L.
- Carex canina Dunn
- Carex capillacea Boott
- Carex capillaris L.
- Carex capilliculmis S.R.Zhang
- Carex capilliformis Franch.
- Carex capitata L.
- Carex capitellata Boiss. & Balansa
- Carex capricornis Meinsh. ex Maxim.
- Carex cardiolepis Nees
- Carex careyana Torr. ex Dewey
- Carex ×cariei Aubin
- Carex caroliniana Schwein.
- Carex carsei Petrie
- Carex caryophyllea Latourr.
- Carex castanea Wahlenb.
- Carex castanostachya K.Schum. ex Kük.
- Carex catamarcensis C.B.Clarke ex Kük.
- Carex cataphyllodes Nelmes
- Carex cataractae R.Br.
- Carex caudispicata F.T.Wang & Tang ex P.C.Li
- Carex cavaleriensis H.Lév. & Vaniot
- Carex caxinensis F.J.Herm.
- Carex celebica Kük.
- Carex ×cenantha A.E.Kozhevn.
- Carex cephaloidea (Dewey) Dewey ex Boott
- Carex cephalophora Muhl. ex Willd.
- Carex cephalotes F.Muell.
- Carex cercidascus C.B.Clarke
- Carex cespitosa L.
- Carex ×cetica Rech.
- Carex ceylanica Boeckeler
- Carex chaffanjonii E.G.Camus
- Carex chalciolepis T.Holm
- Carex changmuensis Tang & F.T.Wang ex Y.C.Yang
- Carex chaofangii C.Z.Zheng & X.F.Jin
- Carex chapmanii Steud.
- Carex chathamica Petrie
- Carex cheniana Tang & F.T.Wang ex S.Yun Liang
- Carex cherokeensis Schwein.
- Carex chiapensis F.J.Herm.
- Carex chihuahuensis Mack.
- Carex chikungana L.H.Bailey
- Carex chillanensis Phil.
- Carex chinensis Retz.
- Carex chinoi Ohwi ex T.Koyama
- Carex chiovendae Pamp.
- Carex chiwuana F.T.Wang & Tang ex P.C.Li
- Carex chlorantha R.Br.
- Carex chlorocephalula F.T.Wang & Tang ex P.C.Li
- Carex chloroleuca Meinsh.
- Carex chlorosaccus C.B.Clarke
- Carex chorda H.Lév. & Vaniot
- Carex chordorrhiza L.f.
- Carex chosenica Ohwi
- Carex chrysolepis Franch. & Sav.
- Carex chuiana F.T.Wang & Tang ex P.C.Li
- Carex chuii Nelmes
- Carex chungii Z.P.Wang
- Carex cilicica Boiss.
- Carex cinerascens Kük.
- Carex circinnata C.A.Mey.
- Carex cirrhosa Berggr.
- Carex cirrhulosa Nees
- Carex ×clausa E.Holmb.
- Carex clavata Thunb.
- Carex clivorum Ohwi
- Carex cochinchinensis Raymond
- Carex cochranei Reznicek
- Carex cockayniana Kük.
- Carex cognata Kunth
- Carex colchica J.Gay
- Carex colensoi Boott
- Carex collifera Ohwi
- Carex collimitanea V.I.Krecz.
- Carex collinsii Nutt.
- Carex collumanthus (Steyerm.) L.E.Mora
- Carex comans Berggr.
- Carex commixta Steud.
- Carex communis L.H.Bailey
- Carex comosa Boott
- Carex complanata Torr. & Hook.
- Carex composita Boott
- Carex concinna R.Br.
- Carex concinnoides Mack.
- Carex condensata Nees
- Carex conferta Hochst. ex A.Rich.
- Carex confertospicata Boeckeler
- Carex congdonii L.H.Bailey
- Carex congestiflora Reznicek & S.González
- Carex conica Boott
- Carex conjuncta Boott
- Carex conoidea Willd.
- Carex conoides Kük.
- Carex conspecta Mack.
- Carex conspissata V.I.Krecz.
- Carex constanceana Stacey
- Carex contigua Hoppe
- Carex continua C.B.Clarke
- Carex contracta F.Muell.
- Carex ×corcoutica Domin
- Carex cordillerana Saarela & B.A.Ford
- Carex cordouei H.Lév.
- Carex coriacea Hamlin
- Carex corrugata Fernald
- Carex ×corstorphinei Druce
- Carex cortesii Liebm.
- Carex ×costei Rouy
- Carex coulteri Boott ex Hemsl.
- Carex coxiana Petrie
- Carex cranaocarpa Nelmes
- Carex crassibasis H.Lév. & Vaniot
- Carex crassiflora Kük.
- Carex crawei Dewey ex Torr.
- Carex crawfordii Fernald
- Carex crebra V.I.Krecz.
- Carex crebriflora Wiegand
- Carex cretica Gradst. & Kern
- Carex crinita Lam.
- Carex ×crinitoides Lepage
- Carex cristatella Britton & A.Br.
- Carex cruciata Wahlenb.
- Carex cruenta Nees
- Carex crus-corvi Shuttlew. ex Kunze
- Carex ×cryptochlaena T.Holm
- Carex cryptolepis Mack.
- Carex cryptostachys Brongn.
- Carex ×csomadensis Simonk.
- Carex cubensis Kük.
- Carex cuchumatanensis Standl. & Steyerm.
- Carex culmenicola Steyerm.
- Carex cumberlandensis Naczi, Kral & Bryson
- Carex cumulata (L.H.Bailey) Mack.
- Carex cuprina (I.Sándor ex Heuff.) Nendtv. ex A.Kern.
- Carex curaica Kunth
- Carex curatorum Stacey
- Carex curvata All.
- Carex curvicollis Franch. & Sav.
- Carex curviculmis Reznicek
- Carex curvula All.
- Carex cusickii Mack.
- Carex cuspidosa Dunn
- Carex cylindrostachya Franch.
- Carex cyrtosaccus C.B.Clarke

## D
- Carex dabieensis S.W.Su
- Carex dahurica Kük.
- Carex dailingensis Y.L.Chou
- Carex daisenensis Nakai
- Carex dallii Kirk
- Carex daltonii Boott
- Carex ×danielis H.Lév.
- Carex darwinii Boott
- Carex dasycarpa Muhl.
- Carex davalliana Sm.
- Carex davidii Franch.
- Carex david-smithii Reznicek
- Carex davisii Schwein. & Torr.
- Carex davyi Mack.
- Carex dayuongensis Z.P.Wang
- Carex ×deamii F.J.Herm.
- Carex debeauxii H.Lév. & Vaniot
- Carex debilis Michx.
- Carex decaulescens V.I.Krecz.
- Carex decidua Boott
- Carex deciduisquama F.T.Wang & Tang ex P.C.Li
- Carex declinata Boott
- Carex ×decolorans Wimm.
- Carex decomposita Muhl.
- Carex decora Boott
- Carex decurtata Cheeseman
- Carex deflexa Hornem.
- Carex ×deinbolliana J.Gay
- Carex delavayi Franch.
- Carex delicata C.B.Clarke
- Carex densa (L.H.Bailey) L.H.Bailey
- Carex densenervosa Chiov.
- Carex densicaespitosa L.K.Dai
- Carex densifimbriata Tang & F.T.Wang
- Carex densipilosa C.Z.Zheng & X.F.Jin
- Carex depauperata Curtis ex With
- Carex depressa Link
- Carex deqinensis L.K.Dai
- Carex ×descendens Kük.
- Carex ×deserta Merino
- Carex desponsa Boott
- Carex devia Cheeseman
- Carex deweyana Schwein.
- Carex dianae Steud.
- Carex diandra Schrank
- Carex diastena V.I.Krecz.
- Carex dickinsii Franch. & Sav.
- Carex dielsiana Kük.
- Carex digitalis Willd.
- Carex digitata L.
- Carex diluta M.Bieb.
- Carex diminuta Boeckeler
- Carex dimorpholepis Steud.
- Carex dimorphotheca Stschegl.
- Carex dioica L.
- Carex diplodon Nelmes
- Carex dipsacea Berggr.
- Carex discessa V.I.Krecz. ex Grubov
- Carex dispalata Boott
- Carex disperma Dewey
- Carex dissita Sol. ex Boott
- Carex dissitiflora Franch.
- Carex dissitispicula Ohwi
- Carex distachya Desf.
- Carex distans L.
- Carex distentiformis F.J.Herm.
- Carex disticha Huds.
- Carex distracta C.B.Clarke
- Carex divisa Huds.
- Carex divulsa Stokes
- Carex doenitzii Boeckeler
- Carex doisutepensis T.Koyama
- Carex dolichogyne T.Koyama
- Carex dolichostachya Hayata
- Carex dolomitica Heenan & de Lange
- Carex donnell-smithii L.H.Bailey
- Carex douglasii Boott
- Carex drepanorhyncha Franch.
- Carex druceana Hamlin
- Carex drymophila Turcz.
- Carex ×ducellieri Beauverd
- Carex ×duereriana Kük.
- Carex ×dufftii Hausskn.
- Carex ×dumanii Lepage
- Carex dunniana H.Lév.
- Carex durangensis Reznicek & S.González
- Carex durieui Steud. ex Kunze
- Carex duriuscula C.A.Mey.
- Carex dusenii Kük. ex Dusén
- Carex duvaliana Franch. & Sav.

## E
- Carex earistata F.T.Wang & Y.L.Chang ex S.Yun Liang
- Carex ebenea Rydb.
- Carex eburnea Boott
- Carex echinata Murray
- Carex echinochloe Kunze
- Carex echinochloiformis Y.L.Chang ex Y.C.Yang
- Carex echinus Ohwi
- Carex ecklonii Nees
- Carex ecostata C.B.Clarke
- Carex ecuadorica Kük.
- Carex edgariae Hamlin
- Carex edwardsiana E.L.Bridges & Orzell
- Carex egena H.Lév. & Vaniot
- Carex egglestonii Mack.
- Carex ekmanii Kük.
- Carex elata All.
- Carex elatior Boeckeler
- Eleocharis dulcis (châtaigne d'eau chinoise)
- Carex eleusinoides Turcz. ex Kunth
- Carex elgonensis Nelmes
- Carex elingamita Hamlin
- Carex ×elisabethae J.Andrés & al.
- Carex elliottii Schwein. & Torr.
- Carex elongata L.
- Carex eluta Nelmes
- Carex elynoides T.Holm
- Carex ×elytroides Fr.
- Carex emirnensis Baker
- Carex ×emmae L.Gross
- Carex ×emmanuelis Luceño
- Carex emoryi Dewey
- Carex endlichii Kük.
- Carex enervis C.A.Mey.
- Carex engelmannii L.H.Bailey
- Carex enneastachya C.B.Clarke
- Carex enysii Petrie
- Carex erawinensis Korotky
- Carex ereica Tang & F.T.Wang ex L.K.Dai
- Carex eremitica Paine
- Carex eremopyroides V.I.Krecz.
- Carex eremostachya S.T.Blake
- Carex ericetorum Pollich
- Carex eriocarpa Hausskn. & Kük.
- Carex erythrobasis H.Lév. & Vaniot
- Carex erythrorrhiza Boeckeler
- Carex esquiroliana H.Lév.
- Carex esquirolii H.Lév. & Vaniot
- Carex euprepes Nelmes
- Carex euryphylla Cherm.
- Carex evadens S.González & Reznicek
- Carex ×evoluta Hartm.
- Carex excelsa Poepp. ex Kunth
- Carex exilis Dewey
- Carex ×exsalina Lepage
- Carex exsiccata L.H.Bailey
- Carex extensa Gooden.

## F
- Carex faberiana Loes.
- Carex fastigiata Franch.
- Carex feanii F.Br.
- Carex fecunda Steud.
- Carex feddeana H.Pfeiff.
- Carex fedia Nees
- Carex ×felixii L.C.Lamb.
- Carex fenghuangshanica F.T.Wang & Tang ex P.C.Li
- Carex ×ferdinandi-sauteri Asch. & Graebn.
- Carex ferruginea Scop.
- Carex festivelloides Reznicek
- Carex festucacea Schkuhr ex Willd.
- Carex feta L.H.Bailey
- Carex ×figertii Asch. & Graebn.
- Carex filamentosa Petrie
- Carex filicina Nees
- Carex filifolia Nutt.
- Carex filiformis L.
- Carex filipedunculata S.W.Su
- Carex filipes Franch. & Sav.
- Carex ×filkukae Podp.
- Carex fimbriata Schkuhr
- Carex finitima Boott
- Carex firma Host
- Carex firmicaulis Kalela
- Carex ×firmior (Norman) E.Holmb.
- Carex fischeri K.Schum.
- Carex fissa Mack.
- Carex fissuricola Mack.
- Carex flabellata H.Lév. & Vaniot
- Carex flacca Schreb.
- Carex flaccosperma Dewey
- Carex flagellifera Colenso
- Carex flava L.
- Carex ×flavicans F.Nyl.
- Carex flaviformis Nelmes
- Carex flavocuspis Franch. & Sav.
- Carex flexirostris Reznicek
- Carex floridana Schwein.
- Carex fluviatilis Boott
- Carex foenea Willd.
- Carex foetida All.
- Carex fokienensis Dunn
- Carex foliosa D.Don ex Tilloch & Taylor
- Carex foliosissima F.Schmidt
- Carex folliculata L.
- Carex foraminata C.B.Clarke
- Carex foraminatiformis Y.C.Tang & S.Yun Liang
- Carex forficula Franch. & Sav.
- Carex formosa Dewey
- Carex forrestii Kük.
- Carex forsteri Wahlenb.
- Carex fossa G.A.Wheeler
- Carex fracta Mack.
- Carex fragilis Boott
- Carex frankii Kunth
- Carex fretalis Hamlin
- Carex ×fridtzii E.Holmb.
- Carex ×friesii Blytt
- Carex frigida All.
- Carex fritschii Waisb.
- Carex fructus Reznicek
- Carex fucata Boott ex C.B.Clarke
- Carex fuliginosa Schkuhr
- Carex fulta Franch.
- Carex ×fulva Gooden.
- Carex fulvorubescens Hayata
- Carex funhuangshanica F.T.Wang & Tang ex P.C.Li
- Carex funingensis Tang & F.T.Wang ex S.Yun Liang
- Carex fusanensis Ohwi
- Carex fuscolutea Boeckeler
- Carex fuscula d'Urv.
- Carex fusiformis Nees
- Carex ×fussii Simonk.

## G
- Carex garberi Fernald
- Carex gaudichaudiana Kunth
- Carex ×gaudiniana Guthnick
- Carex gayana Desv.
- Carex gemella Hochst. ex Steud.
- Carex geminata Schkuhr
- Carex genkaiensis Ohwi
- Carex gentilis Franch.
- Carex geophila Mack.
- Carex ×gerhaldtii Figert
- Carex geyeri Boott
- Carex gholsonii Naczi & Cochrane
- Carex gibba Wahlenb.
- Carex gibbsiae Rendle
- Carex gibertii G.A.Wheeler
- Carex gifuensis Franch.
- Carex gigantea Rudge
- Carex ×ginsiensis Waisb.
- Carex giraldiana Kük.
- Carex giraudiasii H.Lév.
- Carex glabrescens (Kük.) Ohwi
- Carex glacialis Mack.
- Carex glareosa Schkuhr ex Wahlenb.
- Carex glaucescens Elliott
- Carex glauciformis Meinsh.
- Carex glaucodea Tuck. ex Olney
- Carex globistylosa P.C.Li
- Carex globosa Boott
- Carex globularis L.
- Carex globulosa Phulphong & D.A.Simpson
- Carex glomerabilis V.I.Krecz.
- Carex glossostigma Hand.-Mazz.
- Carex gmelinii Hook. & Arn.
- Carex godfreyi Naczi
- Carex goligongshanensis P.C.Li
- Carex gonggaensis P.C.Li
- Carex gongshanensis Tang & F.T.Wang ex Y.C.Yang
- Carex gonochorica Cherm.
- Carex gotoi Ohwi
- Carex goyenii Petrie
- Carex gracilenta Boott ex Boeckeler
- Carex graciliflora Dunn
- Carex gracilior Mack.
- Carex gracilispica Hayata
- Carex gracillima Schwein.
- Carex graeffeana Boeckeler
- Carex grallatoria Maxim.
- Carex graminiculmis T.Koyama
- Carex graminifolia Cherm.
- Carex grandiligulata Kük.
- Carex granifera Dunn
- Carex ×grantii A.Benn.
- Carex granularis Muhl. ex Willd.
- Carex gravida L.H.Bailey
- Carex grayi Carey
- Carex griersonii Noltie
- Carex grioletii Roem. ex Schkuhr
- Carex grisea Wahlenb.
- Carex ×grossii Fiek
- Carex guatemalensis F.J.Herm.
- Carex guffroyi H.Lév. & Perrier
- Carex gunniana Boott
- Carex gynaecandra H.Pfeiff.
- Carex gynandra Schwein.
- Carex gynocrates Wormsk.
- Carex gynodynama Olney

## H
- Carex hachijoensis Akiyama
- Carex ×haematolepis Drejer
- Carex haematorrhyncha Ohwi & T.Koyama
- Carex haematosaccus C.B.Clarke
- Carex haematostoma Nees
- Carex ×hageri E.Baumann
- Carex hakkodensis Franch.
- Carex hakonemontana Katsuy.
- Carex hakonensis Franch. & Sav.
- Carex halleriana Asso
- Carex halliana L.H.Bailey
- Carex hallii Olney
- Carex hanamninhensis K.K.Nguyen
- Carex hancockiana Maxim.
- Carex hanensis Dunn
- Carex hangtongensis H.Lév. & Vaniot
- Carex hangzhouensis C.Z.Zheng, X.F.Jin & B.Y.Ding
- Carex ×hanseniana Junge
- Carex harfordii Mack.
- Carex harlandii Boott
- Carex harrysmithii Kük.
- Carex ×hartii Dewey
- Carex hartmanii Cajander
- Carex hashimotoi Ohwi
- Carex hassei L.H.Bailey
- Carex hassiana Loes.
- Carex hastata Kük.
- Carex hatuyenensis K.K.Nguyen
- Carex haydeniana Olney
- Carex haydenii Dewey
- Carex hebecarpa C.A.Mey.
- Carex hebes Nelmes
- Carex hebetata Boott
- Carex hectori Petrie
- Carex heleonastes Ehrh. ex L.f.
- Carex helferi Boeckeler
- Carex helleri Mack.
- Carex ×helvola Blytt
- Carex hemineuros T.Koyama
- Carex hendersonii L.H.Bailey
- Carex hermannii Cochrane
- Carex herteri G.A.Wheeler
- Carex heshuonensis S.Yun Liang
- Carex heterodoxa Cherm.
- Carex heterolepis Bunge
- Carex heteroneura S.Watson
- Carex ×heterophyta E.Holmb.
- Carex heterostachya Bunge
- Carex heudesii H.Lév. & Vaniot
- Carex hexinensis S.Yun Liang & Y.Z.Huang
- Carex hezhouensis H.Wang & S.N.Wang
- Carex ×hibernica A.Benn.
- Carex hieronymi Boeckeler
- Carex hilairei Boott
- Carex hilaireioides C.B.Clarke ex Kük.
- Carex hildebrandtiana Boeckeler
- Carex himalaica T.Koyama
- Carex hinnulea C.B.Clarke
- Carex hirsutella Mack.
- Carex hirta L.
- Carex hirtelloides (Kük.) F.T.Wang & Tang ex P.C.Li
- Carex hirticaulis P.C.Li
- Carex hirtifolia Mack.
- Carex hirtigluma C.B.Clarke
- Carex hirtissima Boott
- Carex hirtiutriculata L.K.Dai
- Carex hispida Willd. ex Schkuhr
- Carex hitchcockiana Dewey
- Carex hoatiensis H.Lév.
- Carex hochstetteriana J.Gay ex Seub.
- Carex holostoma Drejer
- Carex holotricha Ohwi
- Carex hondoensis Ohwi
- Carex hongnoensis H.Lév.
- Carex hongyuanensis Y.C.Tang & S.Yun Liang
- Carex hoodii Boott
- Carex hookeri Kunth
- Carex hookeriana Dewey
- Carex hoozanensis Hayata
- Carex hopeiensis F.T.Wang & Tang
- Carex hordeistichos Vill.
- Carex hormathodes Fernald
- Carex horsfieldii Boott
- Carex hostiana DC.
- Carex hotaizanensis Akiyama
- Carex houghtoniana Torr. ex Dewey
- Carex hovarum Cherm.
- Carex huashanica Tang & F.T.Wang ex L.K.Dai
- Carex hubbardii Nelmes
- Carex huehueteca Standl. & Steyerm.
- Carex hultenii Aspl.
- Carex humahuacaensis G.A.Wheeler
- Carex humbertiana Ohwi
- Carex humbertii Cherm.
- Carex humboldtiana Steud.
- Carex humida Y.L.Chang & Y.L.Yang
- Carex humilis Leyss.
- Carex humpatensis H.E.Hess
- Carex huolushanensis P.C.Li
- Carex husnotiana H.Lév.
- Carex hwangii Matsuda
- Carex hyalina Boott
- Carex hyalinolepis Steud.
- Carex hymenodon Ohwi
- Carex hymenolepis Nees
- Carex hypandra F.Muell.
- Carex hypaneura V.I.Krecz.
- Carex hypoblephara Ohwi & Ryu
- Carex hypolytroides Ridl.
- Carex hypsipedos C.B.Clarke
- Carex hypsobates Nelmes
- Carex hystericina Muhl. ex Willd.

## I
- Carex ichangensis C.B.Clarke
- Carex idaea Greuter, Matthäs & Risse
- Carex idahoa L.H.Bailey
- Carex idzuroei Franch. & Sav.
- Carex iljinii V.I.Krecz.
- Carex illegitima Ces.
- Carex illota L.H.Bailey
- Carex ×ilseana Ruhmer
- Carex impexa K.A.Ford
- Carex impressinervia Bryson, Kral & Manhart
- Carex impura Ohwi
- Carex inamii Ohwi
- Carex inanis Kunth
- Carex incisa Boott
- Carex inclinis Boott ex C.B.Clarke
- Carex incomitata K.R.Thiele
- Carex incurviformis Mack.
- Carex indica L.
- Carex indiciformis F.T.Wang & Tang ex P.C.Li
- Carex indistincta H.Lév. & Vaniot
- Carex indosinica Raymond
- Carex infirminervia Naczi
- Carex infossa Z.P.Wang
- Carex infuscata Nees
- Carex inopinata V.J.Cook
- Carex inops L.H.Bailey
- Carex insaniae Koidz.
- Carex insignis Boott
- Carex insularis Carmich.
- Carex integra Mack.
- Carex interior L.H.Bailey
- Carex ×interjecta Waisb.
- Carex interrupta Boeckeler
- Carex intumescens Rudge
- Carex inversa R.Br.
- Carex inversonervosa Nelmes
- Carex ×involuta (Bab.) Syme
- Carex iraqensis S.S.Hooper & Kukkonen
- Carex ischnogyne Gilli
- Carex ischnostachya Steud.
- Carex ivanoviae T.V.Egorova
- Carex ixtapalucensis Reznicek
- Carex iynx Nelmes

## J
- Carex jacens C.B.Clarke
- Carex jackiana Boott
- Carex jacutica V.I.Krecz.
- Carex ×jaegeri F.W.Schultz
- Carex jaluensis Kom.
- Carex jamesii Schwein.
- Carex jamesonii Boott
- Carex jankowskii Gorodkov
- Carex japonica Thunb.
- Carex jeanpertii E.G.Camus
- Carex jiaodongensis Y.M.Zhang & X.D.Chen
- Carex jinfoshanensis Tang & F.T.Wang ex S.Yun Liang
- Carex jisaburo-ohwiana T.Koyama
- Carex jiuxianshanensis L.K.Dai & Y.Z.Huang
- Carex jizhuangensis S.Yun Liang
- Carex johnstonii Boeckeler
- Carex jonesii L.H.Bailey
- Carex joorii L.H.Bailey
- Carex ×josephi-schmittii Raymond
- Carex jubozanensis J.Oda & A.Tanaka
- Carex juniperorum Catling, Reznicek & Crins
- Carex ×justi-schmidtii Junge
- Carex juvenilis C.B.Clarke ex E.G.Camus

## K
- Carex kabanovii V.I.Krecz.
- Carex kaloides Petrie
- Carex kansuensis Nelmes
- Carex kaoi Tang & F.T.Wang ex S.Yun Liang
- Carex karisimbiensis Cherm.
- Carex karlongensis Kük.
- Carex karoi (Freyn) Freyn
- Carex kashmirensis C.B.Clarke
- Carex ×kattaeana Kük.
- Carex kauaiensis R.W.Krauss
- Carex ×kenaica Lepage
- Carex kermadecensis Petrie
- Carex ×ketonensis Akiyama
- Carex khoii T.V.Egorova & Aver.
- Carex kiangsuensis Kük.
- Carex killickii Nelmes
- Carex kimurae Ohwi & T.Koyama
- Carex kingii (R.Br. ex Boott) Reznicek
- Carex kiotensis Franch. & Sav.
- Carex kirganica Kom.
- Carex kirinensis W.Wang & Y.L.Chang
- Carex kirkii Petrie
- Carex kitaibeliana Degen ex Bech.
- Carex klaphakei K.L.Wilson
- Carex ×kneuckeriana Zahn
- Carex ×knieskernii Dewey
- Carex knorringiae Kük. ex V.I.Krecz.
- Carex kobomugi Ohwi
- Carex ×kohtsii K.Richt.
- Carex korkischkoae A.E.Kozhevn.
- Carex korshinskyi Kom.
- Carex koshewnikowii Litv.
- Carex kraliana Naczi & Bryson
- Carex krascheninnikovii Kom. ex V.I.Krecz.
- Carex krausei Boeckeler
- Carex kreczetoviczii T.V.Egorova
- Carex kuchunensis Tang & F.T.Wang ex S.Yun Liang
- Carex kucyniakii Raymond
- Carex ×kuekenthalii Dörfl. ex H.Zahn
- Carex kujuzana Ohwi
- Carex kulingana L.H.Bailey
- Carex kumaonensis Kük.
- Carex kurdica Kük. ex Hand.-Mazz.
- Carex ×kurilensis Ohwi
- Carex kurtziana Kük.
- Carex kwangsiensis F.T.Wang & Tang ex P.C.Li
- Carex kwangtoushanica K.T.Fu
- Carex ×kyyhkynenii Hiitonen

## L
- Carex lachenalii Schkuhr
- Carex lacistoma R.Br.
- Carex ×lackowitziana Paul
- Carex lacustris Willd.
- Carex laeta Boott
- Carex laeviconica Dewey
- Carex laeviculmis Meinsh.
- Carex laevigata Sm.
- Carex laevissima Nakai
- Carex laevivaginata (Kük.) Mack.
- Carex lageniformis Nelmes
- Carex ×laggeri Wimm.
- Carex lagunensis M.E.Jones
- Carex lambertiana Boott
- Carex lamprocarpa Phil.
- Carex lamprochlamys S.T.Blake
- Carex lancangensis S.Yun Liang
- Carex lanceolata Boott
- Carex lancifolia C.B.Clarke
- Carex lancisquamata L.K.Dai
- Carex ×langeana Fernald
- Carex lankana T.Koyama
- Carex laosensis Nelmes
- Carex lapazensis C.B.Clarke
- Carex lapponica Láng
- Carex larensis Steyerm.
- Carex laricetorum Y.L.Chou
- Carex lasiocarpa Ehrh.
- Carex lasiolepis Franch.
- Carex latebracteata Waterf.
- Carex lateralis Kük.
- Carex lateriflora Phil.
- Carex laticeps C.B.Clarke ex Franch.
- Carex latisquamea Kom.
- Carex lativena S.D.Jones & G.D.Jones
- Carex ×lausii Podp.
- Carex laxa Wahlenb.
- Carex laxiculmis Schwein.
- Carex laxiflora Lam.
- Carex leavenworthii Dewey
- Carex lebrunii H.Lév.
- Carex ledebouriana C.A.Mey. ex Trevir.
- Carex lehmanii Drejer
- Carex leiorhyncha C.A.Mey.
- Carex lemanniana Boott
- Carex lemmonii W.Boott
- Carex lenta D.Don
- Carex lenticularis Michx.
- Carex lepida Boott
- Carex leporina L.
- Carex leporinella Mack.
- Carex leptalea Wahlenb.
- Carex ×leptoblasta E.Holmb.
- Carex leptocladus C.B.Clarke
- Carex leptonervia (Fernald) Fernald
- Carex leptopoda Mack.
- Carex leribensis Nelmes
- Carex lessoniana Steud.
- Carex leucantha Arn. ex Boott
- Carex lianchengensis S.Yun Liang & Y.Z.Huang
- Carex libera (Kük.) Hamlin
- Carex ×lidii Hadac
- Carex ligata Boott
- Carex ×limnogena Appel ex Kneuck.
- Carex limosa L.
- Carex ×limosoides J.Cay.
- Carex limprichtiana Kük.
- Carex ×limula Fr.
- Carex lindleyana Nees
- Carex lingii F.T.Wang & Tang
- Carex liouana F.T.Wang & Tang
- Carex liparocarpos Gaudin
- Carex liqingii Tang & F.T.Wang ex S.Yun Liang
- Carex lithophila Turcz.
- Carex litorhyncha Franch.
- Carex litorosa L.H.Bailey
- Carex litvinovii Kük.
- Carex liuii T.Koyama & T.I.Chuang
- Carex livida (Wahlenb.) Willd.
- Carex lobolepis F.Muell.
- Carex lobulirostris Drejer
- Carex loheri C.B.Clarke
- Carex loliacea L.
- Carex lonchocarpa Willd. ex Spreng.
- Carex longhiensis Franch.
- Carex longibrachiata Boeckeler
- Carex longicaulis Boeckeler
- Carex longicruris Nees
- Carex longiculmis Petrie
- Carex longicuspis Boeckeler
- Carex longii Mack.
- Carex longiligula Reznicek & S.González
- Carex longipes D.Don ex Tilloch & Taylor
- Carex longirostrata C.A.Mey.
- Carex longispiculata Y.C.Yang
- Carex longissima M.E.Jones
- Carex longpanlaensis S.Yun Liang
- Carex longshengensis Y.C.Tang & S.Yun Liang
- Carex longxishanensis S.Yun Liang
- Carex lophocarpa C.B.Clarke
- Carex ×loretii Rouy
- Carex louisianica L.H.Bailey
- Carex lowei Bech.
- Carex lucorum Willd.
- Carex luctuosa Franch.
- Carex ×ludibunda J.Gay
- Carex lupuliformis Sartwell ex Dewey
- Carex lupulina Muhl. ex Willd.
- Carex lurida Wahlenb.
- Carex luridiformis Mack. ex Reznicek & S.González
- Carex lushanensis Kük.
- Carex lutea Leblond
- Carex ×luteola (Rchb.) Sendtn.
- Carex luzulifolia Boott
- Carex luzulina Olney
- Carex lyi H.Lév. & Vaniot
- Carex lyngbyei Hornem.

## M
- Carex maackii Maxim.
- Carex ×macilenta Fr.
- Carex mackenziana Weath.
- Carex mackenziei V.I.Krecz.
- Carex macloviana d'Urv.
- Carex ×macounii Dewey
- Carex macrandrolepis H.Lév. & Vaniot
- Carex macrocephala Willd. ex Spreng.
- Carex macrochaeta C.A.Mey.
- Carex macrolepis DC.
- Carex macrophyllidion Nelmes
- Carex macrorrhiza Boeckeler
- Carex macrosandra (Franch.) V.I.Krecz.
- Carex macrosolen Steud.
- Carex macrostigmatica Kük.
- Carex macrostylon Lapeyr.
- Carex maculata Boott
- Carex madagascariensis Boeckeler
- Carex madrensis L.H.Bailey
- Carex magellanica Lam.
- Carex magnoutriculata Tang & F.T.Wang ex L.K.Dai
- Carex mairei Coss. & Germ.
- Carex makinoensis Franch.
- Carex makuensis P.C.Li
- Carex malaccensis C.B.Clarke
- Carex malmei Kalela
- Carex malyschevii T.V.Egorova
- Carex manca Boott
- Carex manciformis C.B.Clarke ex Franch.
- Carex mandoniana Boeckeler
- Carex mandshurica Meinsh.
- Carex manginii E.G.Camus
- Carex manhartii Bryson
- Carex mannii E.A.Bruce
- Carex manongarivensis Cherm.
- Carex maorica Hamlin
- Carex maorshanica Y.L.Chou
- Carex maquensis Y.C.Yang
- Carex marahuacana Reznicek
- Carex marianensis Stacey
- Carex marina Dewey
- Carex mariposana L.H.Bailey ex Mack.
- Carex maritima Gunnerus
- Carex markgrafii Kük.
- Carex martinii H.Lév. & Vaniot
- Carex martynenkoi Zolot.
- Carex ×massonii Cay. & Lepage
- Carex matsumurae Franch.
- Carex mayebarana Ohwi
- Carex mckittrickensis P.W.Ball
- Carex mcvaughii Reznicek
- Carex meadii Dewey
- Carex media R.Br.
- Carex mediterranea C.B.Clarke ex Post
- Carex medwedewii Leskov
- Carex meeboldiana Kük.
- Carex meihsienica K.T.Fu
- Carex meiocarpa H.Lév. & Vaniot
- Carex melanantha C.A.Mey.
- Carex melananthiformis Litv.
- Carex melanocarpa Cham. ex Trautv.
- Carex melanocephala Turcz. ex Kunth
- Carex melanorrhyncha Nelmes
- Carex melanostachya M.Bieb. ex Willd.
- Carex melinacra Franch.
- Carex membranacea Hook.
- Carex ×mendica Lepage
- Carex mendocinensis Olney ex Boott
- Carex merritt-fernaldii Mack.
- Carex mertensii Prescott ex Bong.
- Carex merxmuelleri Podlech
- Carex mesochorea Mack.
- Carex metallica H.Lév.
- Carex meyenii Nees
- Carex meyeriana Kunth
- Carex michauxiana Boeckeler
- Carex michelii Host
- Carex microcarpa Bertol. ex Moris
- Carex microchaeta T.Holm
- Carex microdonta Torr.
- Carex microglochin Wahlenb.
- Carex micropoda C.A.Mey.
- Carex microptera Mack.
- Carex microrhyncha Mack.
- Carex ×microstachya Ehrh.
- Carex ×microstachyoides Montell
- Carex ×microstyla J.Gay ex Gaudin
- Carex middendorffii F.Schmidt
- Carex mildbraediana Kük.
- Carex millsii Dunn
- Carex mingrelica Kük.
- Carex minquinensis Z.P.Wang
- Carex minuticulmis S.W.Su & S.M.Xu
- Carex minutiscabra Kük. ex V.I.Krecz.
- Carex minutissima Barros
- Carex minxianensis S.Yun Liang
- Carex minxianica Y.C.Yang
- Carex mira Kük.
- Carex misandra R.Br.
- Carex misera Buckley
- Carex missouriensis P.Rothr. & Reznicek
- Carex mitchelliana M.A.Curtis
- Carex ×mithala Callier
- Carex mitrata Franch.
- Carex miyabei Franch.
- Carex mokkwaensis Akiyama
- Carex molesta Mack.
- Carex molestiformis Reznicek & P.Rothr.
- Carex molinae Phil.
- Carex mollicula Boott
- Carex mollissima Christ ex Scheutz
- Carex monodynama (Griseb.) G.A.Wheeler
- Carex monostachya A.Rich.
- Carex monotropa Nelmes
- Carex montana L.
- Carex montanoaltaica Zolot.
- Carex montis-eeka Hillebr.
- Carex montis-everesti Kük.
- Carex montis-wutaii T.Koyama
- Carex moorei G.A.Wheeler
- Carex morii Hayata
- Carex ×moriyoshiensis Fujiw. & Y.Matsuda
- Carex morrowii Boott
- Carex mossii Nelmes
- Carex motuoensis Y.C.Yang
- Carex moupinensis Franch.
- Carex mucronata All.
- Carex mucronatiformis Tang & F.T.Wang ex S.Yun Liang
- Carex ×mucronulata E.Holmb.
- Carex muehlenbergii Willd.
- Carex muelleri Petrie
- Carex ×muelleriana F.W.Schultz
- Carex muliensis Hand.-Mazz.
- Carex multicaulis L.H.Bailey
- Carex multicostata Mack.
- Carex munda Boott
- Carex munipoorensis C.B.Clarke
- Carex munroi Boott ex C.B.Clarke
- Carex muricata L.
- Carex muriculata F.J.Herm.
- Carex ×musashiensis Ohwi
- Carex musei Steud.
- Carex muskingumensis Schwein.
- Carex myosurus Nees

## N
- Carex nachiana Ohwi
- Carex nairii Ghildyal & U.C.Bhattach.
- Carex nakasimae Ohwi
- Carex nanchuanensis K.L.Chu ex S.Yun Liang
- Carex nandadeviensis Ghildyal, U.C.Bhattach. & Hajra
- Carex nangtciangensis Pamp.
- Carex nardina Fr.
- Carex neblinensis Reznicek
- Carex nebraskensis Dewey
- Carex nebularum Phil.
- Carex neesiana Endl.
- Carex negrii Chiov.
- Carex nelmesiana Barros
- Carex nelmesii H.E.Hess
- Carex nelsonii Mack.
- Carex nemostachys Steud.
- Carex nemurensis Franch.
- Carex ×neobigelowii Lepage
- Carex neochevalieri Kük. ex A.Chev.
- Carex neodigyna P.C.Li
- Carex ×neofilipendula Lepage
- Carex neofilipes Nakai
- Carex neoguinensis C.B.Clarke
- Carex neohebridensis Guillaumin & Kük.
- Carex neokukenthaliana H.Lév. & Vaniot
- Carex ×neomiliaris Lepage
- Carex neopetelotii Raymond
- Carex neopolycephala Tang & F.T.Wang ex L.K.Dai
- Carex ×neorigida Lepage
- Carex nervata Franch. & Sav.
- Carex nervina L.H.Bailey
- Carex neurocarpa Maxim.
- Carex neurophora Mack.
- Carex ×nicheloffii Pamp.
- Carex niederleiniana Boeckeler
- Carex nigerrima Nelmes
- Carex nigra (L.) Reichard
- Carex nigricans C.A.Mey.
- Carex nigromarginata Schwein.
- Carex nikolskensis Kom.
- Carex nitidiutriculata L.K.Dai
- Carex nivalis Boott
- Carex nodaeana A.I.Baranov & Skvortsov
- Carex nodiflora Boeckeler
- Carex normalis Mack.
- Carex norvegica Retz.
- Carex notha Kunth
- Carex nova L.H.Bailey
- Carex novae-angliae Schwein.
- Carex novogaliciana Reznicek
- Carex ×nubens Lepage
- Carex nubigena D.Don ex Tilloch & Taylor
- Carex nudata Boott

## O
- Carex ×oberrodensis B.Walln.
- Carex obispoensis Stacey
- Carex oblanceolata T.Koyama
- Carex obliquicarpa X.F.Jin, C.Z.Zheng & B.Y.Ding
- Carex obliquitruncata Y.C.Tang & S.Yun Liang
- Carex obnupta L.H.Bailey
- Carex obovatosquamata F.T.Wang & Y.L.Chang ex P.C.Li
- Carex obscura Nees
- Carex obtusata Lilj.
- Carex occidentalis L.H.Bailey
- Carex ochrochlamys Ohwi
- Carex ochrosaccus (C.B.Clarke) Hamlin
- Carex oedipostyla Duval-Jouve
- Carex oedorrhampha Nelmes
- Carex ×oenensis A.Neumann ex B.Walln.
- Carex ×ohmuelleriana O.Lang
- Carex okamotoi Ohwi
- Carex oklahomensis Mack.
- Carex olbiensis Jord.
- Carex oligantha Steud.
- Carex oligocarpa Willd.
- Carex oligocarya C.B.Clarke
- Carex oligosperma Michx.
- Carex oligostachya Nees
- Carex olivacea Boott
- Carex olivieri H.Lév.
- Carex ×olneyi Boott
- Carex omeiensis Tang
- Carex omiana Franch. & Sav.
- Carex omurae T.Koyama
- Carex ×oneillii Lepage
- Carex onoei Franch. & Sav.
- Carex opaca (F.J.Herm.) P.Rothr. & Reznicek
- Carex ophiolithica Heenan & de Lange
- Carex ophiopogon H.Lév.
- Carex orbicularinucis L.K.Dai
- Carex orbicularis Boott
- Carex oreocharis T.Holm
- Carex oreophila C.A.Mey.
- Carex orizabae Liebm.
- Carex ormostachya Wiegand
- Carex ornithopoda Willd.
- Carex oronensis Fernald
- Carex orthostemon Hayata
- Carex oshimensis Nakai
- Carex otaruensis Franch.
- Carex ×otayai Ohwi
- Carex otrubae Podp.
- Carex ouachitana Kral, Manhart & Bryson
- Carex ovalis Good
- Carex ovatispiculata F.T.Wang & Y.L.Chang ex S.Yun Liang
- Carex ovoidoconica Ohwi
- Carex ownbeyi G.A.Wheeler
- Carex oxyandra (Franch. & Sav.) Kudô
- Carex oxylepis Torr. & Hook.
- Carex ozarkana P.Rothr. & Reznicek

## P
- Carex pachygyna Franch. & Sav.
- Carex pachyneura Kitag.
- Carex pachystylis J.Gay
- Carex paeninsulae Naczi, E.L.Bridges & Orzell
- Carex pairae F.W.Schultz
- Carex paishanensis Nakai
- Carex palawanensis Kük.
- Carex paleacea Schreb. ex Wahlenb.
- Carex pallescens L.
- Carex pallidula Harmaja
- Carex ×paludivagans D.G.Drury
- Carex pamirica (O.Fedtsch.) O.Fedtsch. & B.Fedtsch.
- Carex pandanophylla C.B.Clarke
- Carex panicea L.
- Carex paniculata L.  - Laîche paniculée
- Carex panormitana Guss.
- Carex pansa L.H.Bailey
- Carex papillosissima Nelmes
- Carex ×paponii Muret ex T.Durand & Pittier
- Carex papulosa Boott
- Carex paracuraica F.T.Wang & Y.L.Chang ex S.Yun Liang
- Carex parallela (Laest.) Sommerf.
- Carex parryana Dewey
- Carex parva Nees
- Carex parviflora Host
- Carex parvigluma C.B.Clarke
- Carex patagonica Speg.
- Carex ×patuensis Lepage
- Carex pauciflora Lightf.
- Carex paucimascula H.Lév. & Vaniot
- Carex ×paulii Asch. & Graebn.
- Carex paulo-vargasii Luceño & Marín
- Carex paupera Nelmes
- Carex paxii Kük.
- Carex paysonis Clokey
- Carex peckii Howe
- Carex pediformis C.A.Mey.
- Carex pedunculata Muhl. ex Willd.
- Carex peiktusanii Kom.
- Carex peliosanthifolia F.T.Wang & Tang ex P.C.Li
- Carex pellita Muhl. ex Willd.
- Carex pelocarpa F.J.Herm.
- Carex pendula Huds. - Laîche à épis pendants
- Carex penduliformis Cherm.
- Carex pensylvanica Lam.
- Carex perakensis C.B.Clarke
- Carex percostata F.J.Herm.
- Carex perdentata S.D.Jones
- Carex peregrina Link
- Carex perglobosa Mack.
- Carex pergracilis Nelmes
- Carex perlonga Fernald
- Carex perprava C.B.Clarke
- Carex perraudieriana (Kük. ex Bornm.) Gay ex Kük.
- Carex ×persalina Lepage
- Carex pertenuis L.H.Bailey
- Carex peruviana J.Presl & C.Presl
- Carex peruvida G.A.Wheeler
- Carex petasata Dewey
- Carex petelotii R.Gross
- Carex petitiana A.Rich.
- Carex petricosa Dewey
- Carex petriei Cheeseman
- Carex peucophila T.Holm
- Carex phacota Spreng.
- Carex phaeocephala Piper
- Carex phaeodon T.Koyama
- Carex phaeothrix Ohwi
- Carex phalaroides Kunth
- Carex phankei K.K.Nguyen
- Carex phoenicis Dunn
- Carex phoenocarpa Franch.
- Carex phragmitoides Kük.
- Carex phyllocaula Nelmes
- Carex phyllocephala T.Koyama
- Carex phyllostachys C.A.Mey.
- Carex ×physocarpoides Lepage
- Carex physodes M.Bieb.
- Carex pichinchensis Kunth
- Carex picta Steud.
- Carex pigra Naczi
- Carex pilosa Scop.
- Carex ×pilosiuscula Gobi
- Carex pilulifera L.
- Carex pinophila Reznicek & S.González
- Carex pisanensis T.Koyama
- Carex pisanoi G.A.Wheeler
- Carex pisiformis Boott
- Carex pityophila Mack.
- Carex planata Franch. & Sav.
- Carex planiculmis Kom.
- Carex planiscapa Chun & F.C.How
- Carex planispicata Naczi
- Carex planostachys Kunze
- Carex plantaginea Lam.
- Carex platyphylla Carey
- Carex platysperma Y.L.Chang & Y.L.Yang
- Carex plectobasis V.I.Krecz.
- Carex pleiandra Ohwi
- Carex pleioneura G.A.Wheeler
- Carex pleiostachys C.B.Clarke
- Carex pleurocaula Nelmes
- Carex ×ploettneriana Beyer
- Carex pluriflora Hultén
- Carex poculisquama Kük.
- Carex podocarpa R.Br.
- Carex podogyna Franch. & Sav.
- Carex poeppigii C.B.Clarke ex G.A.Wheeler
- Carex poilanei Raymond
- Carex polyantha F.Muell.
- Carex polycephala Boott
- Carex polymascula P.C.Li
- Carex polymorpha Muhl.
- Carex polyschoenoides K.T.Fu
- Carex polystachya Sw. ex Wahlenb.
- Carex polysticha Boeckeler
- Carex pomiensis Y.C.Yang
- Carex pontica Albov
- Carex popovii V.I.Krecz.
- Carex porrecta Reznicek & Camelb.
- Carex potosina Hemsl.
- Carex praeceptorium Mack.
- Carex praeclara Nelmes
- Carex praecox Schreb.
- Carex praegracilis W.Boott
- Carex ×prahliana Junge
- Carex prairea Dewey ex Alph.Wood
- Carex prasina Wahlenb.
- Carex praticola Rydb.
- Carex preissii Nees
- Carex prescottiana Boott
- Carex preslii Steud.
- Carex pringlei L.H.Bailey
- Carex projecta Mack.
- Carex ×prolixa Fr.
- Carex prolongata Kük.
- Carex proposita Mack.
- Carex provotii Franch.
- Carex proxima Cherm.
- Carex pruinosa Boott
- Carex przewalskii T.V.Egorova
- Carex pseudoaperta Boeckeler ex Kük.
- Carex ×pseudoaxillaris K.Richt.
- Carex pseudobicolor Boeckeler
- Carex pseudobrizoides Chabaud
- Carex pseudochinensis H.Lév. & Vaniot
- Carex pseudocuraica F.Schmidt
- Carex pseudocyperus L. - Laîche faux souchet
- Carex pseudodahurica A.P.Khokhr.
- Carex pseudodispalata K.T.Fu
- Carex pseudofoetida Kük. ex Ostenf.
- Carex ×pseudofulva Fernald
- Carex ×pseudohelvola Kihlm.
- Carex pseudohumilis F.T.Wang & Y.L.Chang ex P.C.Li
- Carex pseudohypochlora Y.L.Chang & Y.L.Yang
- Carex pseudolaticeps Tang & F.T.Wang ex S.Yun Liang
- Carex pseudoligulata L.K.Dai
- Carex pseudololiacea F.Schmidt
- Carex pseudomacloviana G.A.Wheeler
- Carex ×pseudomairei Camus
- Carex pseudophyllocephala L.K.Dai
- Carex pseudosadoensis Akiyama
- Carex pseudospachiana H.Lév. & Vaniot
- Carex pseudosphaemgyna Nelmes
- Carex pseudosupina Y.C.Tang ex L.K.Dai
- Carex pseudotristachya X.F.Jin & C.Z.Zheng
- Carex ×pseudovulpina K.Richt.
- Carex psilocarpa Steud.
- Carex psychrophila Nees
- Carex pterocarpa Petrie
- Carex pterocaulos Nelmes
- Carex pubigluma Reznicek
- Carex pudica Honda
- Carex pulchra Boott
- Carex pulchrifolia A.E.Kozhevn.
- Carex pulicaris L.
- Carex pumila Thunb.
- Carex punctata Gaudin
- Carex purdiei Boott
- Carex purplevaginalis Q.S.Wang
- Carex purpureosquamata L.K.Dai
- Carex purpureotincta Ohwi
- Carex purpureovagina F.T.Wang & Y.L.Chang ex S.Yun Liang
- Carex purpureovaginata Boeckeler
- Carex purpurifera Mack.
- Carex ×putjatini Kom.
- Carex putuoensis S.Yun Liang
- Carex pycnostachys Kar. & Kir.
- Carex pygmaea Boeckeler
- Carex pyramidalis Kük.
- Carex pyrenaica Wahlenb.

## Q
- Carex qingdaoensis F.Z.Li & S.J.Fan
- Carex qinghaiensis Y.C.Yang
- Carex qingyangensis S.W.Su & S.M.Xu
- Carex qiyunensis S.W.Su & S.M.Xu
- Carex quadriflora (Kük.) Ohwi
- Carex quasivaginata C.B.Clarke
- Carex ×quebecensis Lepage
- Carex queretarensis Reznicek & S.González
- Carex quichensis F.J.Herm.
- Carex ×quirponensis Fernald

## R
- Carex raddei Kük.
- Carex radfordii Gaddy
- Carex radiata (Wahlenb.) Small
- Carex radicalis Boott
- Carex radiciflora Dunn
- Carex radicina Z.P.Wang
- Carex raleighii Nelmes
- Carex ramenskii Kom.
- Carex ramentaceofructus K.T.Fu
- Carex ramosa Willd.
- Carex ramosii Kük.
- Carex randalpina B.Walln.
- Carex raoulii Boott
- Carex raphidocarpa Nees
- Carex rara Boott
- Carex rariflora (Wahlenb.) Sm.
- Carex ratongensis (C.B.Clarke) C.B.Clarke
- Carex raynoldsii Dewey
- Carex recta Boott
- Carex ×reducta Drejer
- Carex regeliana (Kük.) Litv.
- Carex reichei Kük.
- Carex reinii Franch. & Sav.
- Carex relaxa V.I.Krecz.
- Carex remota L.
- Carex remotiuscula Wahlenb.
- Carex renauldii H.Lév.
- Carex reniformis (L.H.Bailey) Small
- Carex renschiana Boeckeler
- Carex repanda C.B.Clarke
- Carex repens Bellardi
- Carex reptabunda (Trautv.) V.I.Krecz.
- Carex resectans Cheeseman
- Carex retroflexa Muhl. ex Willd.
- Carex retrofracta Kük.
- Carex retrorsa Schwein.
- Carex reuteriana Boiss.
- Carex reznicekii Werier
- Carex rhizina Blytt ex Lindblom
- Carex rhodesiaca Nelmes
- Carex rhombifructus Ohwi
- Carex rhynchoperigynium S.D.Jones & Reznicek
- Carex rhyncophora Franch.
- Carex richardsonii R.Br.
- Carex ridongensis P.C.Li
- Carex ×rieseana Figert
- Carex rigidioides (Gorodkov) V.I.Krecz.
- Carex ×rikuchiuensis Akiyama
- Carex riparia Curtis
- Carex rivulorum Dunn
- Carex roanensis F.J.Herm.
- Carex robinsonii Podlech
- Carex roraimensis Steyerm.
- Carex rorulenta Porta
- Carex rosea Willd.
- Carex rossii Boott
- Carex rostellifera Y.L.Chang & Y.L.Yang
- Carex rostrata Stokes
- Carex ×rotae De Not.
- Carex rotundata Wahlenb.
- Carex royleana Nees
- Carex rubicunda Petrie
- Carex rubrobrunnea C.B.Clarke
- Carex rufina Drejer
- Carex rufulistolon T.Koyama
- Carex rugata Ohwi
- Carex rugulosa Kük.
- Carex runssoroensis K.Schum.
- Carex rupestris All.
- Carex rupicola (Pedersen) G.A.Wheeler
- Carex rutenbergiana Boeckeler
- Carex ruthii Mack.
- Carex ruthsatziae G.A.Wheeler
- Carex rzedowskii Reznicek & S.González

## S
- Carex sabulosa Turcz. ex Kunth
- Carex sacerdotis Nelmes
- Carex sachalinensis F.Schmidt
- Carex sacrosancta Honda
- Carex sadoensis Franch.
- Carex sagaensis Y.C.Yang
- Carex sahnii Ghildyal & U.C.Bhattach.
- Carex sajanensis V.I.Krecz.
- Carex ×sakaguchii Ohwi
- Carex sakonis T.Koyama
- Carex salina Wahlenb.
- Carex ×salisiana Brügger
- Carex saltaensis R.Gross
- Carex sambiranensis (H.Lév.) Cherm.
- Carex sampsonii Hance
- Carex sanctae-marthae L.E.Mora & J.O.Rangel
- Carex ×sanionis K.Richt.
- Carex sarawaketensis Kük.
- Carex ×sardloqensis Å.E.Dahl
- Carex sartwelliana Olney
- Carex sartwellii Dewey
- Carex satsumensis Franch. & Sav
- Carex savaiiensis Kük.
- Carex saxatilis L.
- Carex ×saxenii Raymond
- Carex saxicola Tang & F.T.Wang
- Carex saximontana Mack.
- Carex scabrata Schwein.
- Carex scabrella Wahlenb.
- Carex scabrifolia Steud.
- Carex scabripes Cherm.
- Carex scabrirostris Kük.
- Carex scabrisacca Ohwi & Ryu
- Carex scabriuscula Mack.
- Carex scaposa C.B.Clarke
- Carex schaffneri Boeckeler
- Carex ×schalkertii Murr
- Carex schiedeana Kunze
- Carex schlechteri Nelmes
- Carex schliebenii Podlech
- Carex schmidtii Meinsh.
- Carex schneideri Nelmes
- Carex schottii Dewey
- Carex ×schuetzeana Figert
- Carex schwackeana Boeckeler
- Carex schweinitzii Dewey ex Schwein.
- Carex scirpoidea Michx.
- Carex scita Maxim.
- Carex scitiformis Kük.
- Carex scitula Boott
- Carex sclerocarpa Franch.
- Carex scolopendriformis F.T.Wang & Tang ex P.C.Li
- Carex scoparia Willd.
- Carex scopulorum T.Holm
- Carex secalina Willd. ex Wahlenb.
- Carex secta Boott
- Carex sectoides (Kük.) Edgar
- Carex sedakowii C.A.Mey. ex Meinsh.
- Carex sellowiana Schltdl.
- Carex semihyalofructa Tak.Shimizu
- Carex sempervirens Vill.
- Carex ×senayana Soó
- Carex ×sendtneriana Brügger
- Carex senta Boott
- Carex seorsa Howe
- Carex seposita C.B.Clarke
- Carex serpenticola Zika
- Carex serratodens S.Watson
- Carex serreana Hand.-Mazz.
- Carex seticulmis Boeckeler
- Carex setifolia Kunze
- Carex setigera D.Don
- Carex setigluma Reznicek & S.González
- Carex setispica C.B.Clarke
- Carex setosa Boott
- Carex shaanxiensis F.T.Wang & Tang ex P.C.Li
- Carex ×shakushizawaensis Akiyama
- Carex shandanica Y.C.Yang
- Carex shanensis C.B.Clarke
- Carex shangchengensis S.Yun Liang
- Carex shanghaiensis S.X.Qian & Y.Q.Liu
- Carex shanghangensis S.Yun Liang
- Carex sheldonii Mack.
- Carex shimidzensis Franch.
- Carex ×shinanoana Nakai ex Aliyama
- Carex shinnersii P.Rothr. & Reznicek
- Carex shiriyajirensis Akiyama ex Tatew.
- Carex shortiana Dewey & Torr.
- Carex shuangbaiensis L.K.Dai
- Carex shuchengensis S.W.Su & Q.Zhang
- Carex siccata Dewey
- Carex sichouensis P.C.Li
- Carex siderosticta Hance
- Carex silicea Olney
- Carex silvestrii Pamp.
- Carex simensis Hochst. ex A.Rich.
- Carex simulans C.B.Clarke
- Carex simulata Mack.
- Carex sinclairii Boott ex Cheeseman
- Carex sinoaristata Tang & F.T.Wang ex L.K.Dai
- Carex sinodissitiflora Tang & F.T.Wang ex L.K.Dai
- Carex sinomairei H.Lév.
- Carex siroumensis Koidz.
- Carex skottsbergiana Kük.
- Carex socialis Mohlenbr. & Schwegman
- Carex sociata Boott
- Carex soczavaeana Gorodkov
- Carex sodiroi Kük.
- Carex ×soerensenii Lepage
- Carex sohachii Ohwi
- Carex solanderi Boott
- Carex ×sooi Jákucs
- Carex sordida Van Heurck & Müll.Arg.
- Carex sorianoi Barros
- Carex sororia Kunth
- Carex sozusensis Ohwi
- Carex spachiana Boott
- Carex sparganioides Muhl. ex Willd.
- Carex specifica L.H.Bailey
- Carex speciosa Kunth
- Carex spectabilis Dewey
- Carex specuicola J.T.Howell
- Carex sphaerogyna Baker
- Carex spicata Huds.
- Carex spicatopaniculata Boeckeler ex C.B.Clarke
- Carex spicigera Nees
- Carex ×spiculosa Fr.
- Carex spinirostris Colenso
- Carex spissa L.H.Bailey ex Hemsl.
- Carex spongiosa Ohwi
- Carex sprengelii Dewey ex Spreng.
- Carex ×squamigera V.I.Krecz. & Luchnik
- Carex squarrosa L.
- Carex standleyana Steyerm.
- Carex stenandra Kük.
- Carex stenantha Franch. & Sav.
- Carex stenocarpa Turcz. ex V.I.Krecz.
- Carex ×stenolepis Less.
- Carex stenophylla Wahlenb.
- Carex stenoptila F.J.Herm.
- Carex stenostachys Franch. & Sav.
- Carex sterilis Willd.
- Carex steudneri Boeckeler
- Carex stevenii (T.Holm) Kalela
- Carex steyermarkii Standl.
- Carex stipata Muhl. ex Willd.
- Carex stiphrogyne Gilli
- Carex stipitiutriculata P.C.Li
- Carex stokesii F.Br.
- Carex stracheyi Boott ex C.B.Clarke
- Carex stramentitia Boott ex Boeckeler
- Carex straminea Willd. ex Schkuhr
- Carex straminiformis L.H.Bailey
- Carex streptorrhampha Nelmes
- Carex striata Michx.
- Carex striatula Michx.
- Carex stricta Lam.
- Carex ×stricticulmis E.Holmb.
- Carex ×strictiformis Almq.
- Carex strigosa Huds.
- Carex ×strigosula Chatenier
- Carex ×stygia Fr.
- Carex styloflexa Buckley
- Carex stylosa C.A.Mey.
- Carex subandrogyna G.A.Wheeler & Guagl.
- Carex subantarctica Speg.
- Carex subbracteata Mack.
- Carex subcapitata X.F.Jin, C.Z.Zheng & B.Y.Ding
- Carex subcernua Ohwi
- Carex ×subcostata E.Holmb.
- Carex subdivulsa (Kük.) G.A.Wheeler
- Carex subdola Boott
- Carex subebracteata (Kük.) Ohwi
- Carex suberecta (Olney) Britton
- Carex subfilicinoides Kük.
- Carex subfuegiana G.A.Wheeler
- Carex ×subgracilis Druce
- Carex ×subimpressa Clokey
- Carex subinclinata T.Koyama
- Carex subinflata Nelmes
- Carex sublateralis T.Koyama
- Carex submollicula Tang & F.T.Wang ex L.K.Dai
- Carex subnigricans Stacey
- Carex ×subpaleacea J.Cay.
- Carex ×subpatula E.Holmb.
- Carex subperakensis L.K.Ling & Y.Z.Huang
- Carex subphysodes Popov ex V.I.Krecz.
- Carex subpumila Tang & F.T.Wang ex L.K.Dai
- Carex ×subrecta J.Cay.
- Carex ×subreducta Lepage
- Carex ×subsalina Lepage
- Carex subscabrella Kük.
- Carex subspathacea Wormsk. ex Hornem.
- Carex subumbellata Meinsh.
- Carex suifunensis Kom.
- Carex ×sullivantii Boott
- Carex ×sumikawaensis Fujiw. & Y.Matsuda
- Carex superata Naczi, Reznicek & B.A.Ford
- Carex supina Willd. ex Wahlenb.
- Carex sutchuensis Franch.
- Carex swanii (Fernald) Mack.
- Carex sychnocephala Carey
- Carex sylvatica Huds. - Laîche des bois
- Carex ×sylvenii E.Holmb.

## T
- Carex tachirensis Steyerm.
- Carex tahitensis F.Br.
- Carex tahoensis Smiley
- Carex taihokuensis Hayata
- Carex taihuensis S.W.Su & S.M.Xu
- Carex taipaishanica K.T.Fu
- Carex ×takoensis Y.Endo & Yashiro
- Carex tamana Steyerm.
- Carex tangiana Ohwi
- Carex tangii Kük.
- Carex tangulashanensis Y.C.Yang
- Carex tapintzensis Franch.
- Carex taprobanensis T.Koyama
- Carex tarumensis Franch.
- Carex tashiroana Ohwi
- Carex tasmanica Kük.
- Carex tatjanae Malyschev
- Carex tatsiensis (Franch.) Kük.
- Carex tavoyensis Nelmes
- Carex tegulata H.Lév. & Vaniot
- Carex teinogyna Boott
- Carex tenax Chapm. ex Dewey
- Carex ×tenebricans E.Holmb.
- Carex tenebrosa Boott
- Carex tenejapensis Reznicek & S.González
- Carex ×tenelliformis E.Holmb.
- Carex tenera Dewey
- Carex tenuiculmis (Petrie) Heenan & de Lange
- Carex tenuiflora Wahlenb.
- Carex tenuiformis H.Lév. & Vaniot
- Carex tenuinervis Ohwi
- Carex tenuior T.Koyama & T.I.Chuang
- Carex tenuipaniculata P.C.Li
- Carex tenuiseta Franch.
- Carex tenuispicula Tang ex S.Yun Liang
- Carex teres Boott
- Carex tereticaulis F.Muell.
- Carex ternaria G.Forst.
- Carex tessellata Spruce ex C.B.Clarke
- Carex testacea Sol. ex Boott
- Carex tetanica Schkuhr
- Carex tetrastachya Scheele
- Carex texensis (Torr. ex L.H.Bailey) L.H.Bailey
- Carex thailandica T.Koyama
- Carex thanikaimoniana Govind.
- Carex thibetica Franch.
- Carex thomasii Nelmes
- Carex thompsonii Franch.
- Carex thomsonii Boott
- Carex thornei Naczi
- Carex thouarsii Carmich.
- Carex thunbergii Steud.
- Carex thurberi Dewey ex Torr.
- Carex tianmushanica C.Z.Zheng & X.F.Jin
- Carex tianschanica T.V.Egorova
- Carex timida Naczi & B.A.Ford
- Carex ×timmiana Junge
- Carex tincta (Fernald) Fernald
- Carex titovii V.I.Krecz.
- Carex ×toezensis Simonk.
- Carex tojquianensis Standl. & Steyerm.
- Carex tokarensis T.Koyama
- Carex tolucensis (F.J.Herm.) Reznicek
- Carex tompkinsii J.T.Howell
- Carex tomentosa L.
- Carex tonsa (Fernald) E.P.Bicknell
- Carex toreadora Steyerm.
- Carex ×tornabenii Chiov.
- Carex toroensis G.A.Wheeler
- Carex torreyi Tuck.
- Carex torta Boott ex Tuck.
- Carex tovarensis Reznicek & G.A.Wheeler
- Carex townsendii Mack.
- Carex toyoshimae Tuyama
- Carex trachycarpa Cheeseman
- Carex trachycystis Griseb.
- Carex traiziscana F.Schmidt
- Carex transandina G.A.Wheeler
- Carex transcaucasica T.V.Egorova
- Carex trautvetteriana Kom.
- Carex traversii Kirk
- Carex triangularis Boeckeler
- Carex tribuloides Wahlenb.
- Carex tricephala Boeckeler
- Carex ×trichina Fernald
- Carex trichocarpa Muhl. ex Willd.
- Carex trichodes Steud.
- Carex tricholepis Nelmes
- Carex trichophylla Nelmes
- Carex tricolor Velen.
- Carex trifida Cav.
- Carex trigonosperma Ohwi
- Carex trinervis Degl.
- Carex triquetra Boott
- Carex trisperma Dewey
- Carex tristachya Thunb.
- Carex tristis M.Bieb.
- Carex trongii K.K.Nguyen
- Carex troodi Turrill
- Carex truncatigluma C.B.Clarke
- Carex tsaiana F.T.Wang & Tang ex P.C.Li
- Carex tsaratananensis Cherm.
- Carex tsiangii F.T.Wang & Tang
- Carex tsoi Merr. & Chun
- Carex tsushimensis (Ohwi) Ohwi
- Carex tuberculata Liebm.
- Carex tubulosa Pamp.
- Carex tuckermanii Boott
- Carex tucumanensis G.A.Wheeler
- Carex tumidula Ohwi
- Carex tuminensis Kom.
- Carex tumulicola Mack.
- Carex tungfangensis L.K.Dai & S.M.Huang
- Carex tunimanensis Standl. & Steyerm.
- Carex turbinata Liebm.
- Carex ×turfosa Fr.
- Carex turgescens Torr.
- Carex turkestanica Regel
- Carex turrita C.B.Clarke
- Carex turumiquirensis Steyerm.
- Carex tweediana Nees
- Carex typhina Michx.

## U
- Carex uda Maxim.
- Carex ×uechtritziana K.Richt.
- Carex ulobasis V.I.Krecz.
- Carex umbellata Willd.
- Carex umbrosa Host
- Carex umbrosiformis H.Lév.
- Carex uncifolia Cheeseman
- Carex ×ungavensis Lepage
- Carex ungurensis Litv.
- Carex unilateralis Mack.
- Carex unisexualis C.B.Clarke
- Carex urelytra Ohwi
- Carex ursina Dewey
- Carex uruguensis Boeckeler
- Carex ussuriensis Kom.
- Carex utriculata Boott
- Carex ×uzenensis Koidz.

## V
- Carex vacillans Drejer
- Carex vaginata Tausch
- Carex valbrayi H.Lév.
- Carex vallicola Dewey
- Carex vallis-pulchrae Phil.
- Carex vallis-rosetto K.Schum.
- Carex van-heurckii Müll.Arg.
- Carex ventosa C.B.Clarke
- Carex venusta Dewey
- Carex vernacula L.H.Bailey
- Carex verrucosa Muhl.
- Carex verticillata Zoll. & Moritzi
- Carex vesca C.B.Clarke ex Kük.
- Carex vesicaria L.
- Carex vesiculosa Boott
- Carex vestita Willd.
- Carex vexans F.J.Herm.
- Carex vicinalis Boott
- Carex vietnamica Raymond
- Carex ×vimariensis Hausskn. ex Berthold
- Carex virescens Muhl. ex Willd.
- Carex viridimarginata Kük.
- Carex viridula Michx.
- Carex vixdentata (Kük. ex Barros) G.A.Wheeler
- Carex vulcani Hochst. ex Seub.
- Carex vulpina L. - Laîche des renards
- Carex vulpinaris Nees
- Carex vulpinoidea Michx.

## W
- Carex wahlenbergiana Boott
- Carex wahuensis C.A.Mey.
- Carex wakatipu Petrie
- Carex ×walasii Ceynowa
- Carex walkeri Arn. ex Boott
- Carex wawuensis W.M.Chu ex S.Yun Liang
- Carex wenshanensis L.K.Dai
- Carex werdermannii L.Gross
- Carex whitneyi Olney
- Carex wiegandii Mack.
- Carex wightiana Nees
- Carex willdenowii Willd.
- Carex williamsii Britton
- Carex ×winckelmannii Asch. & Graebn.
- Carex winterbottomii C.B.Clarke
- Carex ×wolteri L.Gross
- Carex woodii Dewey
- Carex wootonii Mack.
- Carex wui W.M.Chu ex L.K.Dai
- Carex wushanensis S.Yun Liang
- Carex wutuensis K.T.Fu
- Carex wuyishanensis S.Yun Liang

## X
- Carex ×xanthocarpa Degl.
- Carex xerantica L.H.Bailey
- Carex xiangxiensis Z.P.Wang
- Carex xiphium Kom.

## Y
- Carex yajiangensis Tang & F.T.Wang ex S.Yun Liang
- Carex yamatsutana Ohwi
- Carex yangshuoensis Tang & F.T.Wang ex S.Yun Liang
- Carex yonganensis L.K.Dai & Y.Z.Huang
- Carex ypsilandrifolia F.T.Wang & Tang
- Carex yuexiensis S.W.Su & S.M.Xu
- Carex yulungshanensis P.C.Li
- Carex yunlingensis P.C.Li
- Carex yunnanensis Franch.
- Carex yushuensis Y.C.Yang

## Z
- Carex ×zahnii Kneuck.
- Carex zekogensis Y.C.Yang
- Carex zhenkangensis Tang & F.T.Wang ex S.Yun Liang
- Carex zhonghaiensis S.Yun Liang
- Carex zizaniifolia Raymond
- Carex zuluensis C.B.Clarke
- Carex zunyiensis Tang & F.T.Wang

- Haut – A
- B
- C
- D
- E
- F
- G
- H
- I
- J
- K
- L
- M
- N
- O
- P
- Q
- R
- S
- T
- U
- V
- W
- X
- Y
- Z